# Jaime Sáenz
Jaime Saenz Guzmán (La Paz, 8 de octubre de 1921 – 16 de agosto de 1986) fue escritor, poeta, novelista, periodista, ensayista, dibujante, dramaturgo  y docente boliviano, más conocido por su obra como narrador y poeta. 
Nació y vivió en la ciudad de La Paz, escenario permanente  y trasfondo de su obra. Es reconocido como uno de los autores más importantes de la literatura boliviana, tanto su vida como su obra marcaron profundamente el espacio cultural boliviano del siglo XX. Existen numerosos estudios académicos sobre su obra, así como traducciones de la misma al inglés, italiano y alemán.

## Biografía
Sáenz nació el 8 de octubre de 1921 en La Paz. Su padre era el teniente coronel del ejército boliviano Gerónimo Sáenz Rivero y su madre Gabriela Guzmán Lazarte. Su formación humanística y artística la inició en La Paz, donde realizó sus estudios primarios en la escuela Muñoz desde 1926, mientras que los estudios secundarios los realizó en el Instituto Americano de La Paz hasta 1937.
Sáenz viajó a Alemania en 1938 con algunos compañeros de colegio y con cadetes de la Escuela Militar de Bolivia. Fue en Europa donde su personalidad fue cultivada con los filósofos Arthur Schopenhauer, Hegel, Martin Heidegger y los escritores Thomas Mann, William Blake y Franz Kafka; en cuanto a sus gustos musicales estaban Richard Wagner y Anton Bruckner. 
En 1939 retornó a Bolivia y desde 1941 trabajó en el Ministerio de Defensa y luego en el Ministerio de Hacienda. En 1941 trabajó en el Departamento de Comunicaciones de la Embajada de Estados Unidos. Dos años después conoció a Erika [su apellido no está documentado], con quien contrajo matrimonio, y en 1947 tuvieron una hija a la que llamaron Jourlaine. En 1948, debido a las constantes recaídas dipsómanas de Sáenz, Erika y su hija retornaron a Alemania . En 1944 salió el primer número de su revista Cornamusa. En 1955 publicó El escalpelo y en 1957 Muerte por el tacto. También publicó esos años Aniversario de una visión (1960), Visitante profundo (1964) y el primer número de su revista, "Vertical", se publicó (1965). Para 1967 publicó El frío, y la galería Arca expuso sus dibujos de calaveras.
En 1967 se hizo amigo de Carlos Alfredo Rivera, con quien compartió una amistad muy especial, tanto que se llega a decir que es al Dr. Rivera a quien únicamente Sáenz hacía caso. Por esta misma razón, Rivera le prohibió beber. Pero no fue sino hasta después de dos crisis de delirium tremens y semanas antes de su muerte que Sáenz acató la orden. 

### Sáenz y la cátedra
En 1970 obtuvo la cátedra de Literatura Boliviana con una disertación sobre Alcides Arguedas en la Universidad Mayor de San Andrés de La Paz. En 1974 presentó una obra teatral poética llamada La noche del viernes y un libreto de ópera llamado Perdido viajero. 
Con el apoyo de docentes, e invitado por algunos alumnos, Sáenz abrió un Taller de Poesía en la carrera de Literatura de la UMSA en 1978. Este mismo año publicó Imágenes paceñas.
Una exposición notable fue la de "Calaveras", en la cual presentó cerca de veinte cuadros: Calavera que resistía a ser calavera, Calavera con dolor de muelas, Calavera en vitrina, Calavera desnutrida, Calavera en desgracia, Calavera de un muerto y otras calaveras de ingeniosa presentación.

### Los Talleres Krupp
Las veladas nocturnas con Jaime Saenz se desarrollaron durante años y hasta el momento de su muerte fueron un espacio marginal y rebelde de rico intercambio intelectual. Los famosos “Talleres Krupp”, la habitación donde Sáenz recibía a sus visitas, se convirtieron en una institución, donde la edición de revistas literarias, el juego de dados, la música de Anton Bruckner o de Simeón Roncal, las charlas sobre Milarepa y las lecturas de poemas fueron la tónica permanente.

### Influencia
Se puede decir que muy pocos representantes de la literatura, la música o la pintura contemporánea en Bolivia han dejado de tener alguna relación o influencia de Sáenz. Incluso su importancia se ha sentido en las nuevas generaciones de videastas y cineastas.[cita requerida]
Tal vez lo que más llamó la atención, sobre todo a gente joven, fue el aspecto romántico de su estilo de vida, reflejado en su horario de trabajo y de vida social: dormir en el día y vivir de noche.

### Sáenz, el alcohol y su muerte
La fascinación por la muerte fue algo vivencial para Sáenz. Como él mismo relata en su libro más autobiográfico, La piedra imán (1989), visitar la morgue para contemplar los muertos fue una de las extravagantes actividades de su juventud. Pero en este acto se debe ver no solo necrofilia, sino una obsesión por comprender vida y muerte como una unidad, que viene a ser lo que él llamó, con mayúsculas, "La Verdadera Vida".

Precisamente, en la oscuridad, en un cuerpo que está dejando de ser cuerpo, en un alma que se ve inseparable de su cadáver, Sáenz afirma haber llegado a la verdadera vida, lo que es, al mismo tiempo, acceso al conocimiento trascendental al que aspira:
“Mientras viva, el hombre no podrá comprender el mundo; el hombre ignora que mientras no deje de vivir no será sabio”. [...] “Qué tendrá que ver el vivir con la vida; una cosa es el vivir, y la vida es otra cosa, vida y muerte son una y misma cosa”. (Obra poética, 1975: 259-60)
El impacto del alcohol está ampliamente explorado en dos libros: el poema La noche (1984) y la novela Felipe Delgado (1979). Sáenz negó muchas veces que esta novela fuera de inspiración autobiográfica, pero no se puede dejar de ver en ella algunos aspectos de su vida personal, especialmente los referidos a su época de alcohólico.
A la vez, esa entrega significó la creación de un universo poético, cuya clave está en esa misma elección y en la transformación “alquímica” de la experiencia alcohólica en escritura.
Su renuncia voluntaria al alcohol ocurrida aproximadamente en la década de los sesenta fue uno de los mayores triunfos en su vida. Salvo esporádicas recaídas, Sáenz no volvió a beber hasta poco antes de su muerte en 1986. En estos años, alejado del alcohol, escribió la mayor parte de su obra. En 1980, una de sus recaídas lo llevó al borde de la muerte y de ese trance nació su texto La noche (1984), un poemario que puede ser calificado de aterrador, pues da la visión de la experiencia del alcohol y la muerte desde el interior de esa misma experiencia.
Sáenz murió en La Paz el 16 de agosto de 1986, cerca de sus más allegados amigos y colegas, y fue enterrado al día siguiente en el Cementerio General de la misma ciudad.

## Homenajes
En la ciudad de La Paz, una calle de Cota Cota, así como una plaza en el macrodistrito San Antonio llevan su nombre.

### Centenario de su nacimiento
En conmemoración al centenario de su nacimiento el Gobierno Municipal de La Paz planificó en 2021 la realización de 100 actividades en su honor incluidas actividades en la Feria del Libro. En octubre de 2021 el Concejo Municipal realizó un acto de homenaje y reconocimiento a artistas y gestores culturales contemporáneos que han difundido su obra como Willy Claure, David Mondacca, Elías Blanco y Claudia Andrade. El Centro Cultural Espacio Simón I. Patiño organizó la presentación de un documental bio bibliográfico en su honor.